# Clive Barker's Jericho
Clive Barker's Jericho (укр. «Єрихон» Клайва Баркера) — відеогра жанру шутера-хорора 2007 року видавництва Codemasters, розроблена за мотивами творів Клайва Баркера.

## Ігровий процес
Гравець керує загоном із сімох бійців (пізніше шести), що володіють кожен своїми здібностями. Наприклад, один здатний лікувати напарників, а інший вміє керувати кулями в польоті. Для успішного виконання завдань гравець має перемикатися між персонажами, якими безпосередньо керує. Загін розбитий на пари бійців, кожній з яких можна дати накази атакувати чи зупинитися та вказати точку куди вони мають переміститися.
Набір зброї кожного бійця наперед визначений, але зброя має різні режими стрільби.
Якщо підконтрольний гравцеві персонаж гине, управління автоматично перемикається на іншого. Палих бійців можливо отямити, але якщо загинуть усі, гра завершується.

### Персонажі
- Капітан Девін Росс — командир загону, ветеран іракської війни і афганської кампанії. Будучи оточеним терористам, одного разу відкрив у собі надприродні здібності, у які доти не вірив. Озброєний штурмовою гвинтівкою з підствольним дробовиком. Має здатність лікувати напарників.
- Капітан Ксав'єр Джонс — озброєний гвинтівкою, спареною з дробовиком. Будучи телепатом, може бачити недоступні предмети і обстановку чужими очима. Хоча ці здібності не мають застосування в бою, вони допомагають знаходити приховані двері й важелі.
- Лейтенант Ебігейл Блек — снайпер, котра володіє телекінезом. Завдяки телекінезу руйнує перешкоди і завали на шляху команди. Володіє можливістю керувати польотом кулі та застрелювати однією кількох ворогів.
- Сержант Френк Дельгадо — кремезний запальний боєць. З-поміж усіх вирізняється силою і витривалістю, але повільністю. Озброєний пістолетом і кулеметом, закріпленим на скаліченій руці, яку пожертвував вогненному духу в обмін на пірокінез.
- Пол Роулінґс — священик, що бував у «гарячих точках». Найосвіченіший із загону та знає про окультизм більше за інших, проте приховує багато знань. Здатний лікувати союзників, витягаючи життєву силу з ворогів. Озброєний двома пістолетами «Віра» і «Доля».
- Сержант Вільгеміна «Біллі» Черч — жінка, озброєна автоматичним пістолетом і мечем. Покладається на прихованість і завдяки магічним здібностям здатна тимчасово зупиняти супротивників або підпалювати їх.
- Капрал Симона Коул — замкнута, проте віддана фахівець з техніки. Озброєна автоматом і гранатами та здатна уповільнювати час. Саме вона відповідає за поповнення боєзапасу інших бійців завдяки маніпуляціям часом.

## Сюжет
Згідно зі вступом, найперше Господь створив не Адама та Єву, а Первістка. Проте занепокоєний його міццю Творець не завершив почате, проклявши та ув'язнивши його в паралельному світі, наклавши печатку на місці дотику світів. Первісток, у свою чергу, відтоді намагається визволитися та помститися. Для протистояння цьому було створено орден, що передавав знання про Первістка з покоління в покоління. Щоразу, коли Первісток намагається пробитися в наш світ, він впливає на людей, підштовхуючи їх до війн і приводячи завойовників до одного місця, щоб людська кров зруйнувала перепону між світами.
У сучасності відділ спецпризначенців з паранормальними здібностями ЗС США «Єрихон» отримує завдання з'ясувати причини та ліквідувати ймовірні наслідки аномалії в районі Ель-Халі, виявленої розвідгрупою Папської гвардії. На місці вони виявляють руїни древнього міста, огорнені піщаною бурею, та електромагнітну аномалію, що відрізає їх від зовнішнього світу. Досліджуючи руїни, загін знаходить сліди людських жертвопринесень секти «Товариство Туле» на чолі з Арнольдом «Лічем» Лічгаммером, яка знайшла спосіб визволити Первістка. Героям доводиться битися із сектантами, а Ліч, обернений на чудовисько, атакує їх, та змушує втікати. Пол розкриває, що задумав Ліч, хоча не всі йому вірять. Раптом поруч виникає фантом Первістка, який кличе Девіда Росса. Той наближається і в цю мить його атакує Ліч та насилає нових сектантів. Росс помирає, але здобуває здатність переселяється в тіла своїх товаришів і спершу опиняється в тілі Френка Дельгадо. Дженс відчуває це, тоді як Росс і сам розповідає про те, що з ним відбулося.
Через дію просторово-часового розриву, створеного Лічем, загін в міру просування руїнами у пошуках Ліча переноситься в минуле. Герої зустрічають тих, хто входили до руїн раніше. Вони опиняються в часи Третього Рейху, коли англійським солдатам вдалося зупинити попередницю Ліча, Ганну Ліхтхаммер. Далі загін проходить в XIII сторіччя, де загиблі в руїнах тамплієри перетворилися на потвор зі вживленими в тіло лезами аби вічно мстити за свою поразку. Бійці «Єрихону» переносяться у часи Римської імперії I століття, де розпусник Кассус Вікус за допомоги спотворених легіонерів влаштовує криваві оргії. Зрештою героям вдається вижити на арені Вікуса та зайти вглиб, де панують часи Шумеру та жерці, що були першими охоронцями в'язниці Первістка проте підпали під його вплив і самі опинилися в неволі.
Вони дістаються до місця, де знаходиться розрив між світами, який і породжує аномалію. Пол пропонує закрити розрив, тоді як Френк наполягає на необхідності знищити сутність, яка підтримує розрив з іншого боку і цим назавжди убезпечити світ. Адже в іншому випадку загін опиниться в пастці без надії на порятунок, поки в руїни не ввійде хтось іще. В ході сварки Френк кидається в розрив, решта команди іде за ним, в тому числі, неохоче, Пол. Всі опиняються в печері у далекі часи, де бачать Первістка у той момент, коли він з'явився. Той повідомляє свій план вибратися з їх допомогою і здійснити помсту Богу. Первісток починає розривати бійців одного за одним, Коул та Джон гинуть, а вцілілі вступають з ним в останній бій. Зрештою його вдається подолати, але Ліч користується нагодою, щоб зайняти місце Первістка, а бійці «Єрихону» випливають з печери, прямуючи назустріч світлу.

## Технічні особливості
Задля коректного відтворення потребує ПЗ NVIDIA PhysX Legacy System Software — це специфічний драйвер для відеоігор 2007 року, не включений у пізніші версії NVidia PhysX.

## Сприйняття
Clive Barker's Jericho отримала «змішані» відгуки на всіх платформах за версією агрегатора оглядів відеоігор Metacritic. Багато критиків похвалили загінну систему, продуману сюжетну лінію, похмурий стиль Клайва Баркера та саундтрек, водночас критикуючи штучний інтелект персонажів, лінійний геймплей, раптову кінцівку та складність певних ігрових механік.
Щодо стилю гри, сайт Eurogamer заявив, що «внесок Клайва Баркера в концепцію та наратив гри, безумовно, допоможе привернути увагу фанатів жахів», в той час як GameSpot відзначив «надзвичайно моторошні візуальні ефекти та звук». Офіційний журнал Xbox Magazine похвалив вибір персонажів, «нескінченно цікаву можливість змінювати тактику та експериментувати з різними комбінаціями здібностей та зброї для контролю натовпу». Однак рецензенти скаржилися на ігрову механіку. Серед критичних зауважень був поганий штучний інтелект, через який члени команди часто вмирали, що вимагало від гравця регулярного лікування. IGN заявив: «Якщо рівень інтелекту членів Єрихону був для вас недостатньо неприємним, є ще й сама стрілянина»; Jolt Online Gaming прокоментував, що карти були занадто лінійними і близькими. Попри це, GamePro оцінив версію для Xbox 360 на 4,5 бали з 5, сказавши, що «витончений стиль, дивовижна графіка і похмура атмосфера дійсно виділяють гру».